# کرکی (داغستان)
کرکی (به لاتین: Kirki) یک منطقهٔ مسکونی در روسیه است که در شهرستان کایتاگسکی واقع شده‌است.